# Ngor-Tradition
| Tibetische Bezeichnung         |
| ------------------------------ |
| Tibetische Schrift: ངོར་པ       |
| Wylie-Transliteration: ngor pa |
| Chinesische Bezeichnung        |
| Vereinfacht: 俄尔派            |

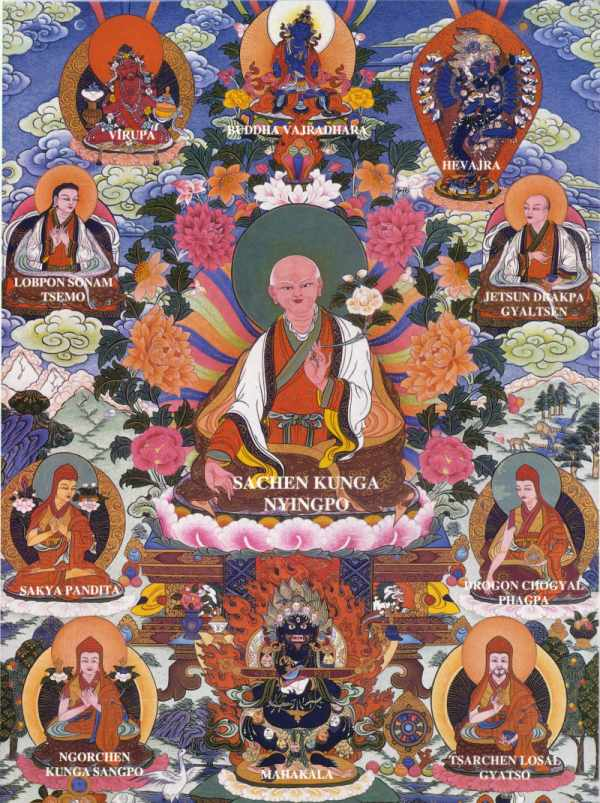
Sakya-Gründungsväter

Die Ngor-Tradition (tib. ngor pa) bezeichnet eine Unterschule der Sakya-Tradition des tibetischen Buddhismus. Die im 11. Jahrhundert entstandene Sakya-Tradition gehört zu den vier großen buddhistischen Traditionen (Nyingma, Kagyü, Sakya und Gelug) in Tibet.

## Gründung
Die Ngor-Tradition wurde von dem ersten „Abt von Ngor“ (tib.: ngor mkhan chen) Künga Sangpo (1382–1456) mit der Errichtung des Klosters Ngor Ewam Chöden im Jahr 1429 in Tibet gegründet. Dieses Kloster wurde neben dem Stammkloster der Sakya-Linie ein Hauptzentrum der Tradition. Die Ngorpa hatten enge Beziehungen zu Nepal, verfassten zahlreichen Werke zu allen Wissensgebieten der Zeit und führten die tantrische Tradition der Sakya-Linie fort. Das Hevajra-Tantra und die Lamdre-Lehren (Pfad und Frucht) spielen in dieser Tradition eine wichtige Rolle.

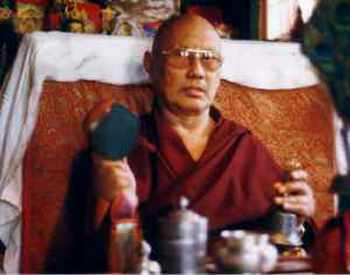
Luding Khen Rinpoche

Derzeitiges Oberhaupt der Schule ist der Abt von Ngor Luding Khen Rinpoche. Der Lama Phende Rinpoche ist ein weiterer bedeutender Lehrer der Ngor-Tradition, der auch in Europa lehrt.

## Bedeutende Lamas
| # Abt von Ngor | Name (Liste tibetischer Namen und Titel) | Lebensdaten | Umschrift nach Wylie                     |
| -------------- | ---------------------------------------- | ----------- | ---------------------------------------- |
| 1.             | Ngor Dorje Chang Künga Sangpo            | 1382–1456   | ngor rdo rje 'chang kun dga' bzang po    |
| 2.             | Muchen Könchog Gyeltshen                 | 1388–1469   | mus chen dkon mchog rgyal mtshan         |
| 6.             | Gorampa Sönam Sengge                     | 1429–1489   | go rams pa bsod nams seng ge             |
| 7.             | Yongdzin Könchog Phel                    | 1445–1514   | yongs 'dzin dkon mchog 'phel ba          |
| 9.             | Lha Chog Sengge                          | 1468–1535   | lha mchog seng ge                        |
| 10.            | Könchog Lhündrub                         | 1497–1557   | dkon mchog lhun grub                     |
| 11.            | Sanggye Sengge                           | 1504–1569   | sangs rgyas seng ge                      |
| 13.            | Namkhai Pelsang                          | 1532–1602   | nam mkha' dpal bzang                     |
| 16.            | Pelden Döndrub                           | 1563–1663   | dpal ldan don grub                       |
| 25.            | Sanggye Phüntshog                        | 1649–1705   | sangs rgyas phun tshogs                  |
| 49.            | Pelden Chökyi Gyeltshen                  | 1784?–1854? | dpal ldan chos kyi rgyal mtshan          |
| –              | Ngawang Legdrub                          | 1811–?      | ngag dbang legs grub                     |
| –              | Loter Wangpo                             | 1847–1914   | blo gter dbang po                        |
| –              | Ngawang Lodrö Shenpen Nyingpo            | 1876–1952   | ngag dbang blo gros gzhan phan snying po |